# Satire
Pour les articles homonymes, voir Satire (homonymie).
Pour l’article ayant un titre homophone, voir Satyre.
« Satirique » redirige ici. Pour l’article homophone, voir Satyrique.
Une satire est une œuvre qui passe par la moquerie, voire la caricature, pour critiquer un sujet (individu, organisation, État, etc.). Le genre satirique peut prendre diverses formes et se retrouve dans la littérature, les arts visuels et du spectacle.

## Registre littéraire
Selon le Petit Robert, le sens moderne et courant est : « Écrit, discours qui s’attaque à quelque chose, à quelqu’un, en s’en moquant ».
La satire peut employer divers procédés :
- la diminution réduit la taille de quelque chose en vue de la faire paraître ridicule ;
- l'exagération est une technique commune de satire où l’on prend une situation réelle et on l'exagère à un point tel qu'elle devient ridicule. La caricature se rattache à cette technique ;
- la juxtaposition compare des choses d'importance inégale, ce qui met l’ensemble au niveau de moindre importance ;
- la parodie imite les techniques et le style d’une personne, d’un lieu ou d’une chose en vue de la ridiculiser.

## Origine
La critique humaniste de la Renaissance, durant près d'un siècle et demi, crut que la satire était originaire du drame satyrique grec, alors qu'il n'en est rien. Cette théorie est ancienne : elle remonte au moins au grammairien Diomède, dans la liste qu'il dresse des origines de la satire (satira autem dicta siue a Satyris, quod similiter in hoc carmine ridiculae res pudendaeque dicuntur, quae uelut a Satyris proferuntur et fiunt). Quintilien (X, 1, 9), en disant : « satura tota nostra est », appelle « satyre » (satura) une création littéraire latine dont la définition proprement dite est un « pot-pourri », autrement dit un genre dont la caractéristique est de mêler récits, discours, poèmes, etc. Ceci est différent de la satire, qui se reconnaît au moins à son mètre : l'hexamètre dactylique.

### Origine grecque
Si un tel schéma de filiation est trop simple, il reste que de nombreux textes grecs possèdent déjà l’essentiel des caractéristiques de la satire latine. On peut notamment lire le Margitès attribué à Homère, parodie de l’épopée, ou bien le portrait de Socrate dans Les Nuées d’Aristophane (v. 218-234), qui n’a rien à envier aux portraits satiriques de l’époque républicaine.
Cependant, on attribue la paternité de la satire au poète grec Archiloque de Paros. Ce fils d'esclave affranchi, très pauvre était très fier de ses origines. On raconte que cette fierté fut la cause de son premier poème. En effet, il était le promis d'une jeune fille du nom de Néoboulé, dont le père annula le mariage à quelques jours de la fête, ayant trouvé un meilleur parti pour sa fille. Archiloque fut tellement outragé qu'il écrivit la première satire dans un nouveau mètre poétique : l'iambe. On raconte que le père de Néoboulé ainsi que sa fille se pendirent après avoir entendu ce poème très virulent. La légende veut aussi que les personnes visées par Archiloque contractaient des maladies de peau.

### Un genre littéraire latin

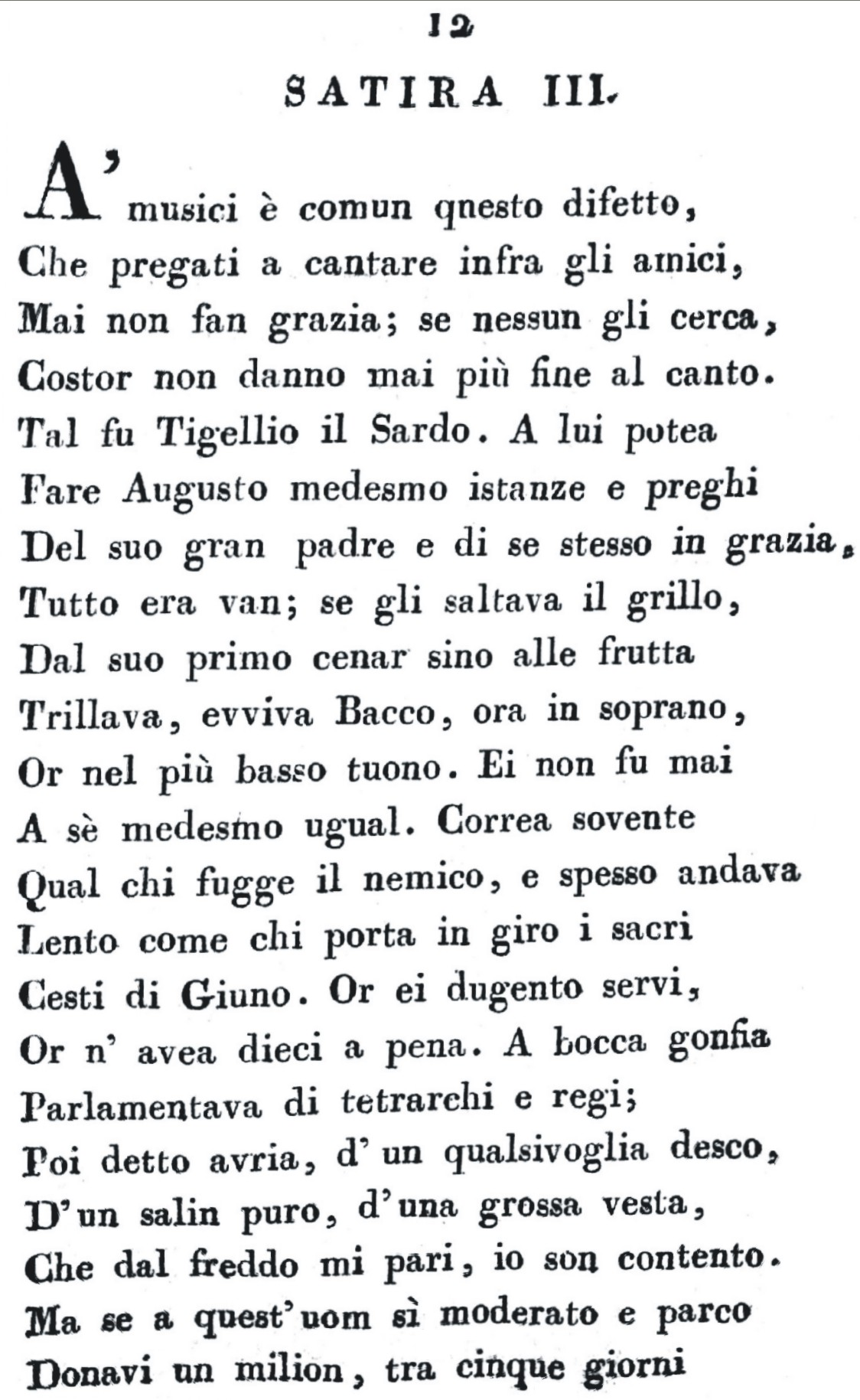
Le satire e l'epistole di Q. Orazio Flacco, imprimé en 1814

La satire est typique de la littérature latine, même si les écrivains n’en ont pas l’exclusivité : elle a connu à Rome un fort développement, y compris institutionnel (les vers satiriques prononcés par les légionnaires à destination de leur général : Suétone, Vie de César, 49.51.52 par exemple).
Sous le terme satire au sens strict, on ne retrouve (dans la littérature conservée) que les Sermones d’Horace, et les Satires de Lucilius, Perse et Juvénal. Si l'on étend le sens à l'inspiration satirique, on peut y faire entrer certains « Carmina » de Catulle, certaines Épigrammes de Martial. Le genre est très malléable, ce qui a permis son évolution vers notre conception, plus étroite.
Les principaux auteurs de satire de l'Antiquité sont :
- Lucilius, dont on possède de nombreux fragments et auquel de nombreux poètes se réfèrent ;
- Varron, auteur de Satires Ménippées, type particulier de satire reconnaissable à son mélange de vers et de prose, et explicitement placé dans la perspective d’un héritage grec, puisqu’elles font référence à Ménippe de Gadara, cynique grec du IIe siècle avant notre ère ;
- Horace qui, par ses Sermones (Conversations), entreprend de faire de la satire un genre aimable ;
- Perse, poète plus obscur, influencé par le stoïcisme ;
- Sénèque qui émaille ses textes de philosophie morale d’anecdotes piquantes et proprement satiriques. Il est aussi probablement l’auteur d’une satire ménippée : « L’Apocoloquintose du divin Claude » ;
- Juvénal qui fera culminer la violence des propos, la bile satirique, la condamnation personnelle à son apogée s'attaquant à la société dans tous ses vices : tyrannie, captateurs d'héritage, perversités féminines, argent-roi, superstitions ou privilèges.

### Chez les Celtes
Dans l'Irlande ancienne, la satire était « une sentence magique, prononcée par un druide ou plus fréquemment par un file, contre un individu qui a contrevenu à une règle de son état ». Les sociétés celtes pensaient que les satires des bardes avaient un effet physique similaire à un sort (voir glam dicinn)[réf. nécessaire]. La première satire connue aurait été prononcée par le barde Coirpre contre le roi Bres, ce qui aurait conduit ce dernier à abdiquer.

## Postérité

### Moyen Âge et Renaissance
La satire médiévale en langue française vise la société dans son ensemble dans le Roman de Renart ou un arriviste politique haï dans le Roman de Fauvel de Gervais du Bus, tandis que l'exemple latin de Sextus Amarcius illustre une continuité avec l'Antiquité. Elle persiste également dans le monde byzantin avec des auteurs comme Théodore Prodrome, observateur sarcastique de la société de son temps dans son Anathème sur les lettres. Certains textes antiques peuvent inspirer les auteurs de la Renaissance comme Dialogues des morts de Lucien de Samosate avec Julius : Dialogue entre Saint Pierre et le Pape Jules II à la porte du paradis.
Elle connaît un nouvel élan en Italie au cours du XIVe siècle après la réédition des satiristes latins. Le genre retrouve alors un large succès et va inspirer de nombreux auteurs :
- Boccace dans le Décaméron ;
- Érasme l'emploie dans certains de ses colloques (« L'opulence sordide », « Le banquet des grammairiens », « Le sermon de Merdard ») ; une de ses œuvres principales, Éloge de la folie, marque un point culminant de l'art littéraire satirique en langue latine.
- François Rabelais dans Pantagruel ;
- Cervantès et son Don Quichotte ;
- Giovanni Francesco Lazzarelli dans La Cicceide ;
- Jonathan Swift dans Les Voyages de Gulliver.

En Angleterre, la satire s'attribue un style particulier et durable au moment de la Controverse de Marprelate, en 1588-1589. En France, elle se développe sous la forme d'un art consommé au XVIIe siècle dans les œuvres de Nicolas Boileau.

### Dix-septième et dix-huitième siècles
Pendant le siècle du classicisme français, qui prend ses modèles dans l'antiquité, la satire est également très présente. Jean de La Bruyère, Jean de La Fontaine, Molière, en sont trois exemples les plus célèbres. Chez chacun d'eux la satire prend un visage différent et se développe dans un autre genre ; on pourrait contester à ces auteurs l'écriture de satires en tant que genre, mais non de textes satiriques. Si elle semble reléguée dans la seule tonalité de l'écriture, la satire est d'une certaine façon au centre de l'écriture du XVIIe siècle qui aura fait son credo de la formule du dramaturge latin : castigat ridendo mores (« elle fait rire pour corriger les mœurs »). L'écriture classique a en effet cette fonction plus générale de recteur, véhicule de la bonne conduite comme de la bonne pensée.
Malgré le succès de Voltaire, elle s'efface petit à petit au cours du XVIIIe siècle en tant que grand genre littéraire au détriment de la parodie, pour se banaliser dans la presse écrite.
En Allemagne, elle connaît un grand succès au début du siècle des Lumières sous l'égide de Liscow et de Rabener. L'influence de Swift et Sterne mais aussi de Voltaire va jouer un rôle déterminant dans la pratique satirique à la fin du XVIIIe siècle et au-delà, avec des auteurs comme Christoph Martin Wieland, Friedrich Nicolai ou encore Georg Christoph Lichtenberg, qui fut une source d'inspiration pour Nietzsche.

### AuXIXesiècle
La nouvelle satirique est une nouvelle réaliste dont la réalité décrite est un peu exagérée. Au travers d'une histoire simple, elle insiste sur les défauts des mentalités d'une certaine classe sociale, mais aussi sur les mauvais comportements des personnages. Le but de la nouvelle satirique est de dénoncer et de critiquer les comportements négatifs. Ce genre de nouvelle sera aussi dirigée vers une chute finale, qui servira de conclusion.
C'est le cas par exemple de la nouvelle d'Octave Mirbeau intitulée La Mort du chien (dans son recueil Lettres de ma chaumière) qui dénonce l'intolérance, les réactions parfois violentes que les hommes peuvent adopter face à l'inconnu, en exagérant le comportement ridicule des villageois, et notamment de Monsieur Bernard.
C'est également au cours du XIXe siècle que se développe la presse satirique en Europe. On peut citer pour la France des médias comme le Canard enchaîné, ou encore des médias parodiques tels que Le Gorafi, Francheinfo ou Nordpresse. Selon l’Observatoire européen du journalisme, la satire peut être un moyen de développer l'esprit critique.

#### Auteurs satiriques
- Fontenelle
- Ésope
- Aristophane
- Ennius
- Lucilius
- Lucien de Samosate
- Varron
- Horace
- Ovide
- Pétrone
- Martial
- Juvénal
- Apulée
- Les Mille et une nuits
- Le Roman de Renart
- Boccace
- Érasme
- Rabelais
- Cervantes
- Martin Marprelate
- Alexander Pope
- Molière
- Salvator Rosa (1615-1673)
- Nicolas Boileau
- Jean Racine
- Jonathan Swift
- Voltaire
- Laurence Sterne
- Charles Dickens
- Oskar Panizza
- Nicolas Gogol
- Octave Mirbeau (1848-1917)
- Paul Ranson (1861-1909)
- Mark Twain
- Oscar Wilde
- Mikhaïl Boulgakov
- Aldous Huxley
- George Orwell
- Kurt Vonnegut
- John Kennedy Toole
- Joseph Heller
- Günter Grass
- Michel Houellebecq
- Andrew Unger

#### Médias
- Presse satirique
- Caricature

#### Divers
- Caricatures de Mahomet du journal Jyllands-Posten
- Attentat contre Charlie Hebdo
- Ironie
- Liberté de la presse

#### En anglais
- Liste des sites internet d'actualités satiriques (en)

### Banques de données
- Ressource relative à la littérature :   - The Encyclopedia of Science Fiction
- Ressource relative aux beaux-arts :   - Grove Art Online
- Ressource relative à la recherche :   - JSTOR
- Notices dans des dictionnaires ou encyclopédies généralistes :   - Britannica
  - Den Store Danske Encyklopædi
  - Gran Enciclopèdia Catalana
  - Store norske leksikon
  - Universalis
- Notices d'autorité :   - LCCN
  - GND
  - Israël
  - Tchéquie
- Recueil de poèmes satiriques du XVIIIe siècle